# Alice Betto
Alice Betto (Varese, 10 de diciembre de 1987) es una deportista italiana que compite en triatlón.
Ganó tres medallas de bronce en el Campeonato Europeo de Triatlón entre los años 2013 y 2024.
Participó en dos Juegos Olímpicos de Verano, en los años 2020 y 2024, ocupando el séptimo lugar en Tokio 2020, en la prueba individual.

## Palmarés internacional
| Campeonato Europeo | Campeonato Europeo  | Campeonato Europeo | Campeonato Europeo |
| Año                | Lugar               | Medalla            | Prueba             |
| ------------------ | ------------------- | ------------------ | ------------------ |
| 2013               | Alanya (Turquía)    | Medalla de bronce  | Relevo mixto       |
| 2017               | Kitzbühel (Austria) | Medalla de bronce  | Individual         |
| 2024               | Vichy (Francia)     | Medalla de bronce  | Individual         |